# Temporada 1958-59 de la NBA
La temporada 1958-59 de la NBA fue la 13.ª en la historia de la liga. La temporada finalizó con Boston Celtics como campeones (el primero de ocho anillos consecutivos) tras ganar a Minneapolis Lakers por 4–0. 

## Aspectos destacados
- El All-Star Game de la NBA de 1959 se disputó en Detroit, Míchigan, con victoria del Oeste sobre el Este por 124–108. Bob Pettit, de St. Louis Hawks, y Elgin Baylor, de Minneapolis Lakers, compartieron el MVP del partido.

## Clasificaciones
| Equipo                | V  | D  | %V   | P  |
| --------------------- | -- | -- | ---- | -- |
| Boston Celtics C      | 52 | 20 | .722 | -  |
| New York Knicks       | 40 | 32 | .556 | 12 |
| Syracuse Nationals    | 35 | 37 | .486 | 17 |
| Philadelphia Warriors | 32 | 40 | .444 | 20 |

| Equipo             | V  | D  | %V   | P  |
| ------------------ | -- | -- | ---- | -- |
| St. Louis Hawks    | 49 | 23 | .681 | -  |
| Minneapolis Lakers | 33 | 39 | .458 | 16 |
| Detroit Pistons    | 28 | 44 | .389 | 21 |
| Cincinnati Royals  | 19 | 53 | .264 | 30 |

* V: Victorias
* D: Derrotas
* %V: Porcentaje de victorias
* P: Partidos de diferencia respecto a la primera posición
* C: Campeón

## Playoffs
|  | Semifinales de División | Semifinales de División | Semifinales de División |   |  | Finales de División | Finales de División | Finales de División |  |  | Finales de la NBA | Finales de la NBA | Finales de la NBA |
|  |                         |                         |                         |   |  |                     |                     |                     |  |  |                   |                   |                   |
|  | E3                      | Syracuse                | 2                       |   |  | E1                  | Boston*             | 4                   |  |  |                   |                   |                   |
|  | E3                      | Syracuse                | 2                       |   |  | E1                  | Boston*             | 4                   |  |  |                   |                   |                   |
|  | E2                      | New York                | 0                       |   |  | E3                  | Syracuse            | 3                   |  |  |                   |                   |                   |
|  | E2                      | New York                | 0                       |   |  | E3                  | Syracuse            | 3                   |  |  |                   |                   |                   |
|  |                         |                         |                         |   |  | División Este       |                     |                     |  |  |                   |                   |                   |
|  |                         |                         |                         |   |  |                     |                     |                     |  |  |                   |                   |                   |
|  |                         |                         |                         |   |  |                     |                     |                     |  |  | E1                | Boston*           | 4                 |
|  |                         |                         |                         |   |  |                     |                     |                     |  |  | E1                | Boston*           | 4                 |
|  |                         | W2                      | Minneapolis             | 0 |  |                     |                     |                     |  |  |                   |                   |                   |
|  |                         |                         |                         |   |  |                     |                     |                     |  |  |                   |                   |                   |
|  |                         |                         |                         |   |  |                     |                     |                     |  |  |                   |                   |                   |
|  |                         |                         |                         |   |  |                     |                     |                     |  |  |                   |                   |                   |
|  | W3                      | Detroit                 | 1                       |   |  | W1                  | St. Louis*          | 2                   |  |  |                   |                   |                   |
|  | W3                      | Detroit                 | 1                       |   |  | W1                  | St. Louis*          | 2                   |  |  |                   |                   |                   |
|  | W2                      | Minneapolis             | 2                       |   |  | W2                  | Minneapolis         | 4                   |  |  |                   |                   |                   |
|  | W2                      | Minneapolis             | 2                       |   |  | W2                  | Minneapolis         | 4                   |  |  |                   |                   |                   |
|  |                         |                         |                         |   |  | División Oeste      |                     |                     |  |  |                   |                   |                   |
|  |                         |                         |                         |   |  |                     |                     |                     |  |  |                   |                   |                   |

## Estadísticas
| Categoría                    | Jugador      | Equipo          | Estadísticas |
| ---------------------------- | ------------ | --------------- | ------------ |
| Puntos por partido           | Bob Pettit   | St. Louis Hawks | 29.2         |
| Rebotes por partido          | Bill Russell | Boston Celtics  | 23.0         |
| Asistencias por partido      | Bob Cousy    | Boston Celtics  | 8.6          |
| Porcentaje de tiros de campo | Ken Sears    | New York Knicks | 49.0         |
| Porcentaje de tiros libres   | Bill Sharman | Boston Celtics  | 93.2         |

## Premios
- MVP de la Temporada
  -  Bob Pettit (St. Louis Hawks)
- Rookie del Año
  -  Elgin Baylor (Minneapolis Lakers)

| - Mejor Quinteto de la Temporada - Bob Cousy, Boston Celtics - Bob Pettit, St. Louis Hawks - Bill Sharman, Boston Celtics - Bill Russell, Boston Celtics - Elgin Baylor, Minneapolis Lakers | - 2.º Mejor Quinteto de la Temporada - Paul Arizin, Philadelphia Warriors - Cliff Hagan, St. Louis Hawks - Dolph Schayes, Syracuse Nationals - Slater Martin, St. Louis Hawks - Richie Guerin, New York Knicks |